# کول چمبر
کول چمبر (به انگلیسی: Coal Chamber) یک گروه نیو متال آمریکایی است که توسط دز فافارا و میگس راسکون در لس آنجلس در سال ۱۹۹۲ تشکیل شد. آنها در ابتدا با نام She's in Pain شناخته می‌شدند. ترکیب اصلی نیز متشکل از فافارا در خوانندگی و راسکون در گیتار، راینا فاس نوازندهٔ بیس و جان تور نوازندهٔ درام بود. مایک کاکس در سال ۱۹۹۵ جایگزین تور در درام شد و ترکیب کول چمبر کامل شد. پس از امضای قرارداد با رودرانر رکوردز، آنها اولین آلبوم خود را با نام کول چمبر در سال ۱۹۹۷ منتشر کردند.
کار با آلبوم چمبر میوزیک دو سال بعد دنبال شد و تنها تک‌آهنگ گروه را در ایالات متحده منتشر کرد، جلدی از پیتر گابریل «شوک د مانکی»، که آزی آزبورن به عنوان خوانندهٔ مهمان در آن حضور داشت. سومین آلبوم آنها، روزهای تاریک، در بهار سال ۲۰۰۲ منتشر شد. ناجا پیولن قبل از پیوستن به‌طور دائم به گروه در سال ۲۰۰۲، به‌طور موقت جایگزین فاس در بیس برای تعهدات تور شد. کول چمبر در سال ۲۰۰۳، پس از ده سال همکاری مشترک، منحل شد و سپس در سال ۲۰۱۱، با ترکیب فافارا، کاکس، و راسکون، همراه با چلا رئا هارپر در بیس، دوباره متحد شدند. پیولن در سال ۲۰۱۳ دوباره به گروه ملحق شد و کول چمبر چهارمین آلبوم خود را با نام رقبا در سال ۲۰۱۵ منتشر کرد، قبل از اینکه دوباره در سال ۲۰۱۶ منحل شود. سپس آنها برای بار دوم در سال ۲۰۲۲ دوباره متحد شدند. [۲]

## سبک موسیقی و تأثیرات
کول چمبر معمولاً به عنوان نیو متال یا آلترناتیو متال طبقه‌بندی می‌شود. آلبوم کول چمبر آنها در دستهٔ اول قرار می‌گیرد. عناصر هیپ هاپ و هوی متال در سراسر آلبوم به نمایش در می‌آیند. آلبوم دوم کول چمبر، چمبر میوزیک، نیز عمدتاً نیو متال است، با عناصری از ژانرهای دیگر مانند گوتیک راک، اینداستریال و موسیقی الکترونیک. آلبوم رقبا دارای تأثیرات گروو متال است و از صدای قدیمی‌تر تحت تأثیر گوتیک خود فاصله می‌گیرد. کول چمبر نیز صدای خود را به عنوان «هستهٔ شبح‌وار» توصیف کرده است، اصطلاحی که توسط طرفداران گروه ابداع شده است. فافارا در مصاحبه‌ای در سال ۲۰۰۲ در مورد برچسب «هستهٔ شبح‌وار» گروه گفت:
بچه‌ها اول به این فکر افتادند، چون ما شروع کردیم به مقایسه‌های زیادی با کورن و چیزهای دیگر. که خوبه. آنها یه گروه عالی هستن اما فکر می‌کنم بچه‌ها می‌خواستند بگویند «نه، کول چمبر کاملاً متفاوت از آن است.» بنابراین آنها شروع به آمدن با «هستهٔ شبح‌وار» کردند و ما با آن دویدیم. ما مثل «آره! ما همین هستیم.» منظورم این است که اگر آن را در اصل قرار دهید، ما یک گروه تاریک راک اند رول هستیم. تقریباً مثل این است که همان حرف را بگویم. «هستهٔ شبح وار.» «دارک راک اند رول.» میدونی منظورم چیه؟ من شروع به فکر کردن در مورد آن کردم و مثل «وای! این بچه‌ها می‌دانند دارند چه می‌کنند.» اگر کسی بخواهد آن را [موسیقی شما] بسازد، چه کسی بهتر از طرفداران؟
تأثیرات بر گروه کول چمبر عبارتند از: بد برینز، باوهاوس، بلک سبث، کیور، دد اور لایو، دورن دورن، هلمت، جینز ادیکشن، کیس، متالیکا، د سیسترز آو مرسی، اسلیر، توری ایموس، و وایت زامبی.

## میراث
کول چمبر یکی از گروه‌هایی است که صدای نیو متال را رایج کرده و تعریف می‌کند. مجلهٔ آلترناتیو پرس نوشت که «اگر دستاوردهای کول چمبر نبود، نیو متال هرگز دروازه‌های آغازین را ترک نمی‌کرد [...] «لوکو» و «شیطان» راه را برای بخش تاریک نیو متال هموار کردند تا فراتر از طول عمر خود کول چمبر به کانون توجه قرار گیرد.» مجلهٔ رولور به گروه برای معرفی تأثیرات گوتیک و اینداستریال در ظاهر نیو متال، که گروه‌های کیتی و دوپ بعداً آن را پذیرفتند، اعتبار بخشید. به همین ترتیب، مجلهٔ کرنگ! گفت که گروه «پیش از ورود گروه‌هایی مانند اسلیپ‌نات، تلفیق احساس غم و اندوه شخصی با کاتارسیس سنگین، و سپس فیلتر کردن بخش از دریچهٔ کابوس‌های پوچ‌گرایانه، پیشی گرفت.» اولین آلبوم گروه در سال ۱۹۹۷ به‌طور کلی به عنوان یکی از بهترین آلبوم‌های سبک نیو متال در نظر گرفته می‌شود که در لیست‌های کرنگ!، متال همر، هفته‌نامه لس آنجلس، لودوایر، و رولور قرار گرفته است.
در همان زمان، کول چمبر به دلیل تصویر و شباهت آنها به گروه کورن مورد انتقاد قرار گرفت، که دومی عمدتاً از اولین آلبوم آنها ناشی می‌شود. هوستون پرس در سال ۲۰۰۰ اشاره کرد که اگرچه کورن و کول چمبر هر دو از یک صحنه بیرون آمدند و به همین ترتیب، مخاطبان و صداهای مشابهی داشتند، دومی به عنوان مشتق شده از کورن در نظر گرفته شد، زیرا گروه قبلی ابتدا به موفقیت دست یافته بودند. بر اساس گزارش ماهنامهٔ CMJ New Music، در سال ۱۹۹۹، گروه به عنوان «فرهنگ جامعهٔ متال» شناخته می‌شد. در سال ۲۰۰۹، دیال پترسون از مجلهٔ آنلاین The Quietus، کول چمبر را «چیزی شبیه به نمادی برای محدودیت‌های نیو متال» نامید، در حالی که میراث خود را به عنوان «مجموعه‌ای از آهنگ‌های یک ایده و مجموعه‌ای از عکس‌های واقعاً خنده‌دار» توصیف کرد. اندرو اونیل در کتاب خود با عنوان «تاریخچهٔ هوی متال» (۲۰۱۷)، «کول چمبر» را به‌عنوان «گروهی کاملاً فراموش‌شدنی و کارتونی که تمام جنبه‌های کودکانهٔ کورن را می‌گیرد و احساسات واقعی و پرخاشگری را دور می‌زند» رد کرد. مونت کانر، رئیس استعدادیابی رودرانر گفت که اگرچه گروه به دلیل شباهت‌هایشان با کورن «مقداری اندوه» دریافت کرد، اما او معتقد بود که آنها «اولین کسانی بودند که [آنها] را دنبال کردند—من می‌توانم بگویم که اولین آلبوم کول چمبر دومین آلبوم نیو متال بود که تا به حال منتشر شد».

## اعضای گروه
| - دز فافارا – خواننده اصلی (۲۰۰۳–۱۹۹۲، ۲۰۱۶–۲۰۱۱، ۲۰۲۲–اکنون) - میگل «میگس» راسکون – گیتار، کیبورد، همخوان (۲۰۰۳–۱۹۹۲، ۲۰۱۶–۲۰۱۱، ۲۰۲۲–اکنون) - مایک «باگ» کاکس – درام (۲۰۰۲–۱۹۹۵، ۲۰۱۶–۲۰۱۱, ۲۰۲۲–اکنون) - ناجا پیولن – بیس (۱۹۹۹، ۲۰۰۳–۲۰۰۱، ۲۰۱۶–۲۰۱۳، ۲۰۲۲–اکنون) | - راینا فاس – بیس (۱۹۹۹–۱۹۹۳، ۲۰۰۱–۲۰۰۰) - جان تور – درام (۱۹۹۵–۱۹۹۳) - چلا رئا هارپر – بیس (۲۰۱۳–۲۰۱۱) |

## ترانه‌شناسی

### آلبوم‌های استودیویی
| عنوان                                                  | جزئیات آلبوم                                   | اوج موقعیت‌های نمودار | اوج موقعیت‌های نمودار | اوج موقعیت‌های نمودار | اوج موقعیت‌های نمودار | اوج موقعیت‌های نمودار | اوج موقعیت‌های نمودار | اوج موقعیت‌های نمودار | اوج موقعیت‌های نمودار | اوج موقعیت‌های نمودار | فروش‌ها            | گواهینامه‌ها     |
| عنوان                                                  | جزئیات آلبوم                                   | آمریکا               | US Heat.‎             | استرالیا             | فنلاند               | فرانسه               | آلمان                | هلند                 | نیوزیلند             | بریتانیا             | فروش‌ها            | گواهینامه‌ها     |
| ------------------------------------------------------ | ---------------------------------------------- | -------------------- | -------------------- | -------------------- | -------------------- | -------------------- | -------------------- | -------------------- | -------------------- | -------------------- | ----------------- | --------------- |
| کول چمبر                                               | - تاریخ انتشار: ۱۱ فوریه ۱۹۹۷ - ناشر: رودرانر  | —                    | ۱۰                   | —                    | —                    | —                    | —                    | —                    | —                    | ۷۶                   | - آمریکا: ۴۴۸٬۰۰۰ | - آرآی‌ای‌ای: طلا |
| چمبر میوزیک                                            | - تاریخ انتشار: ۷ سپتامبر ۱۹۹۹ - ناشر: رودرانر | ۲۲                   | —                    | ۲۹                   | ۱۸                   | ۷۰                   | ۷۰                   | ۴۹                   | ۲۲                   | ۲۱                   | - آمریکا: ۲۷۲٬۰۰۰ |                 |
| روزهای تاریک                                           | - تاریخ انتشار: ۷ مه ۲۰۰۲ - ناشر: رودرانر      | ۳۴                   | —                    | ۶۱                   | —                    | ۶۹                   | ۶۱                   | —                    | —                    | ۴۳                   | - آمریکا: ۲۰۰٬۰۰۰ |                 |
| رقبا                                                   | - تاریخ انتشار: ۱۹ مه ۲۰۱۵ - ناشر: ناپالم      | ۸۲                   | —                    | —                    | —                    | —                    | —                    | —                    | —                    | —                    |                   |                 |
| «—» نشان‌دهندهٔ نسخه‌ای است که در نمودار قرار نگرفته است. |                                                |                      |                      |                      |                      |                      |                      |                      |                      |                      |                   |                 |

### آلبوم‌های گردآوری‌شده
| عنوان                           | تاریخ انتشار | ناشر      |
| ------------------------------- | ------------ | --------- |
| دادن حق شیطان                   | ۱۹ اوت ۲۰۰۳  | رودرانر   |
| بهترین‌های کول چمبر              | ۹ اوت ۲۰۰۴   | رودرانر   |
| مجموعۀ کامل رودرانر (۲۰۰۳–۱۹۹۷) | ۱۲ مارس ۲۰۱۳ | رودرانر   |
| لوکو                            | جولای ۲۰۲۳   | Woah Dad!‎ |

### تک‌آهنگ‌ها
| سال                                                     | عنوان                              | اوج موقعیت‌های نمودار | اوج موقعیت‌های نمودار | آلبوم        |
| سال                                                     | عنوان                              | آمریکا مین‌استریم.    | بریتانیا             | آلبوم        |
| ------------------------------------------------------- | ---------------------------------- | -------------------- | -------------------- | ------------ |
| ۱۹۹۷                                                    | «لوکو»                             | —                    | ۸۰                   | کول چمبر     |
| ۱۹۹۷                                                    | «کامیون بزرگ»                      | —                    | —                    | کول چمبر     |
| ۱۹۹۸                                                    | «نوسان»                            | —                    | —                    | کول چمبر     |
| ۱۹۹۹                                                    | «زندگی نکردن»                      | —                    | —                    | چمبر میوزیک  |
| ۱۹۹۹                                                    | «شوک د مانکی» (با حضور آزی آزبورن) | ۲۶                   | ۸۳                   | چمبر میوزیک  |
| ۱۹۹۹                                                    | «ترانه تایلر»                      | —                    | —                    | چمبر میوزیک  |
| ۱۹۹۹                                                    | «مفهوم»                            | —                    | —                    | چمبر میوزیک  |
| ۲۰۰۲                                                    | «شیطان»                            | —                    | —                    | روزهای تاریک |
| ۲۰۱۵                                                    | «ای.او.یو. هیچ‌چیز»                 | —                    | —                    | رقبا         |
| «—» نشان دهندهٔ نسخه‌ای است که در نمودار قرار نگرفته است. |                                    |                      |                      |              |

### موزیک ویدیوها
| سال  | ترانه                              | کارگردان(ها)  |
| ---- | ---------------------------------- | ------------- |
| ۱۹۹۷ | «لوکو»                             | نیتن کاکس     |
| ۱۹۹۹ | «شوک د مانکی» (با حضور آزی آزبورن) | دین کر        |
| ۲۰۰۲ | «شیطان»                            | پی. آر. براون |
| ۲۰۱۵ | «ای.او.یو. هیچ‌چیز»                 |               |
| ۲۰۱۵ | «رقبا»                             |               |